# Sonate K. 190
La sonate K. 190 (F.142/L.250) en si bémol majeur est une œuvre pour clavier du compositeur italien Domenico Scarlatti.

## Présentation
La sonate K. 190 en si bémol majeur est sans indication de mouvement dans le manuscrit de Venise, mais Parme indique Vivo, où les sonates qui se suivent, K. 189, 190 et 202, forment un triptyque en si bémol majeur. La sonate K. 202 est absente de Venise, tout comme les trois suivantes, K. 203, 204 et 205. Chaque partie est subdivisée en deux zones distinctes séparées par un point d'orgue que précède un arpège descendant. Juste après le point d'orgue la tonalité oscille entre majeur et mineur.

Le manuscrit principal est le numéro 19 du volume II de Venise (1752), copié pour Maria Barbara ; les autres sources manuscrites étant Parme IV 11, Münster V 25, Vienne A 19 et le numéro 14 du manuscrit Ayerbe de Madrid (E-Mc, ms. 3-1408).

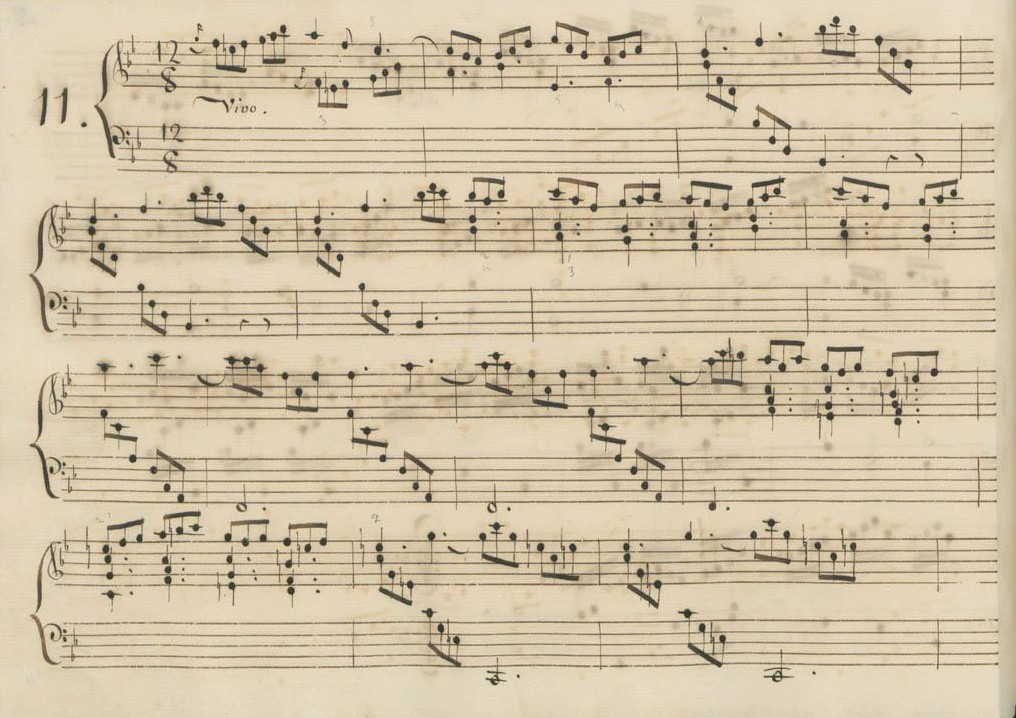
Parme IV 11.
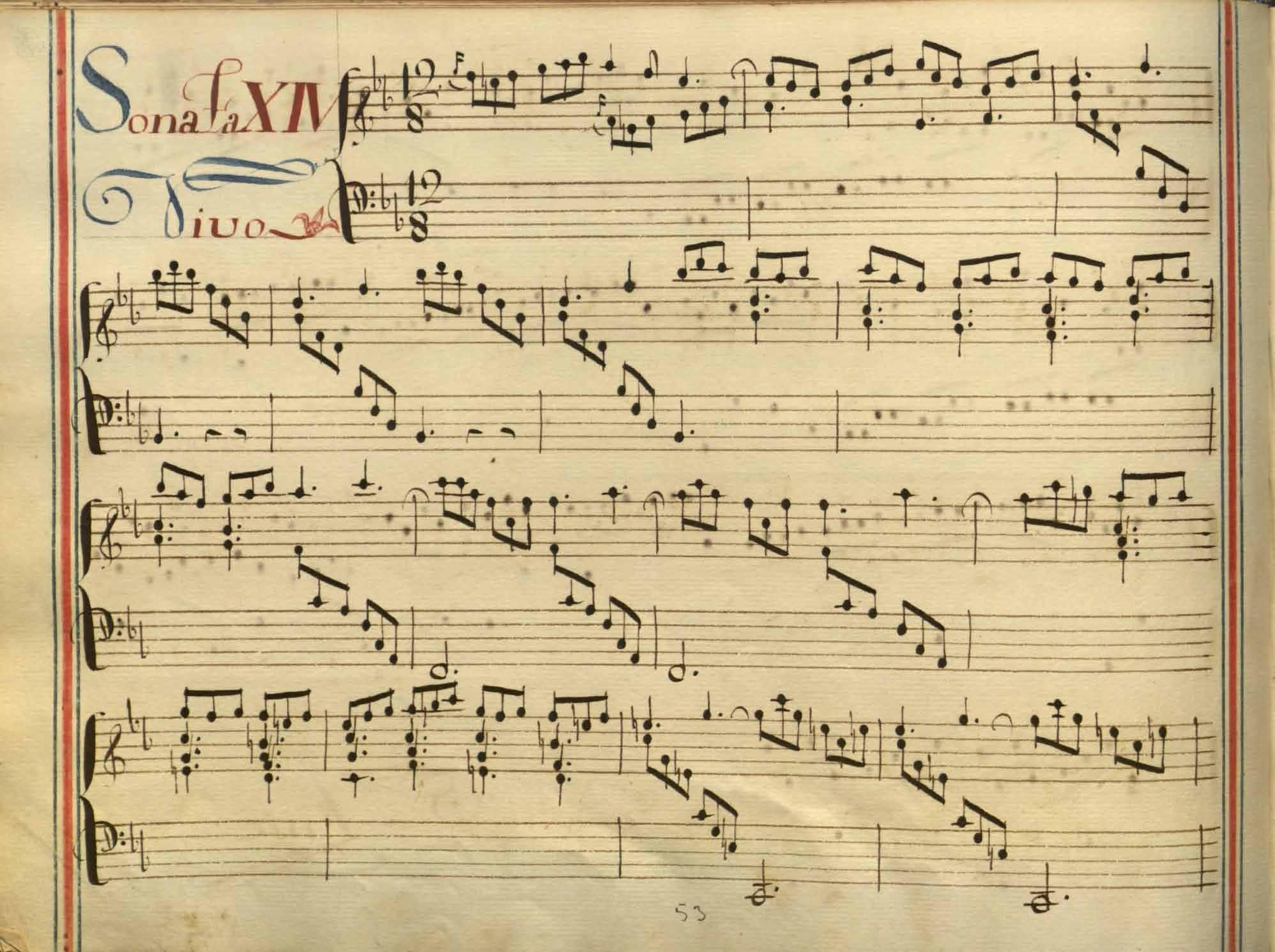
Madrid, 14.

## Interprètes
La sonate K. 190 est peu enregistrée. Cependant elle est interprétée au piano par Enrique Granados (1912, Naxos), Nina Milkina (1958, Westminster), Carlo Grante (2009, Music & Arts vol. 2) ; au clavecin par Scott Ross (1985, Erato), Richard Lester (2003, Nimbus, vol. 1) et Pieter-Jan Belder (Brilliant Classics).

## Sources
: document utilisé comme source pour la rédaction de cet article.
- Ralph Kirkpatrick (trad. de l'anglais par Dennis Collins), Domenico Scarlatti, Paris, Lattès, coll. « Musique et Musiciens », 1982 (1re éd. 1953 (en)), 493 p. (OCLC 954954205, BNF 34689181).
- Alain de Chambure, « Domenico Scarlatti : Intégrale des sonates — Scott Ross », p. 208, Erato (2564-62092-2), 1985 (OCLC 891183737) .
- (es) Laura Cuervo Calvo, « El manuscrito Ayerbe : una fuente española de las sonatas de Domenico Scarlatti de mediados del siglo XVIII », Ad Parnassum, Ut Orpheus Edizioni, vol. 13, no 25,‎ avril 2015, p. 1–26 (ISSN 1722-3954, OCLC 1006521868, lire en ligne).